# Rhinolophus andamanensis
Rhinolophus andamanensis — вид рукокрилих ссавців з родини підковикових.

## Таксономічна примітка
Таксон відокремлено від R. affinis.

## Морфологічна характеристика
Це кажан середнього розміру з передпліччям 46.7–56.6 мм. Раніше він вважався підвидом R. affinis, від якого був виділений на основі морфометричних, акустичних і молекулярно-філогенічних критеріїв.

## Поширення
Країни проживання: Андаманські острови (Індія).